# Tacitus
Publius (eller Gaius) Cornelius Tacitus (ca. 56-120 e.Kr) var romersk historiker.

## Liv
Tacitus var født i en provinsiel familie af ridderstanden i det nordlige Italien eller det sydlige Gallien. Som ung mand studerede han retorik for at forberede sig på en karriere inden for jura og politik.
Da han var i 20'erne, giftede han sig med Julia Agricola, datter af Gnaeus Julius Agricola. Svigerfaderens bedrifter som guvernør i provinsen Britannien blev nøje dækket i hans værker, og det er tydeligt, at der var et godt forhold mellem de to.
Han begyndte sin politiske karriere i 81 som kvæstor. Derefter fortsatte han gennem cursus honorum og blev kendt som en dygtig taler og advokat. Det blev bemærket, at hans navn ikke passede særlig godt ("tacitus" betyder "stille").
Tacitus klarede sig gennem Domitians terrorvælde, antagelig fordi han gjorde tjeneste i provinserne fra ca. 89 til ca. 93 og derfor ikke kom direkte i vejen for kejseren. Han blev senator, og i 97 var han consul som den første i sin familie. Samme år nåede han højden af sin berømmelse som taler med gravtalen for Verginius Rufus, en berømt soldat.
I 98 udgav han tre mindre værker og vendte derefter tilbage til sit virke som advokat. Sammen med Plinius den yngre vandt han i 100 sagen mod Marius Priscus, prokonsulen i provinsen Africa, som var tiltalt for korruption. Plinius berømmede nogle dage senere Tacitus' talekunst i et af sine breve (Brev II, 11). I 98 skriver han den først kendte omtale af Samerne - et folk han kaldte Fenni.
Han var derefter borte fra politikken i flere år og skrev sine to hovedværker. Så blev han civil guvernør i provinsen Asien i 112. Man antager, at han døde ca. 117. Det er usikkert, om han havde børn, som overlevede ham. Den senere kejser Marcus Claudius Tacitus hævdede urigtigt, at han var en efterkommer af Tacitus.

## Omtale af Kristus og kristne
Tacitus er en ikke-kristen, som omtaler Jesus Kristus i sine værker.

## Forfatterskab
Hans hovedværker er:
1. Germania som beskrev samfund, levevis, sædvaner og religiøse forestillinger hos en del germanske stammer samt gav en samlet, etnografisk oversigt over folkene nord for Romerriget;
2. Annales;
3. Historiae, som behandlede kejsertidens første århundrede, fra Tiberius blev kejser til Domitians død.

Han regnes som den største af de romerske historikere i kejsertiden og var kritisk overfor kejserne herunder Nero. Tacitus var republikaner.